# R. Kelly (álbum)
R. Kelly es el segundo álbum de estudio del cantante de R&B y Soul estadounidense R. Kelly. Fue publicado el 14 de noviembre de 1995. El álbum significó un punto de inflexión que contrastaba con 12 Play, ya que presentaba letras más ligeras y menos explícitas. R. Kelly fue el segundo número 1 en el catálogo de álbumes R&B y el primero de todos sus álbumes en alcanzar el número 1 en Billboard 200.

## Recepción

### Respuesta crítica
R. Kelly recibió mayormente críticas positivas por parte de la crítica profesional. El 27 de abril de 2011, la revista Rolling Stone, incluyó el álbum en el puesto 88 de Los 100 Mejores Álbumes de los Años 90.

### Rendimiento comercial
El álbum alcanzó el número 1 en la lista Billboard 200, convirtiéndose en el primer álbum número 1 de Kelly en Billboard. También logró su segundo número 1 en las listas de álbumes R&B. R. Kelly dio lugar a tres éxitos de platino: "You Remind Me Of Somehing", "I Can't Sleep Baby (If I)" y "Down Low (Nobody Has To Know)"; un dúo con Ronald Isley. El álbum vendió 4 millones de copias, recibiendo 4 certificaciones de platino de RIAA.

## Lista de canciones
| N.º | Título                                                         | Escritor(es)      | Duración |  |
| 1.  | «The Sermon»                                                   | R. Kelly          | 3:23     |  |
| 2.  | «Hump Bounce»                                                  | Kelly             | 4:06     |  |
| 3.  | «Not Gonna Hold On»                                            | Kelly             | 4:04     |  |
| 4.  | «You Remind Me of Something»                                   | Kelly             | 4:09     |  |
| 5.  | «Step in My Room»                                              | Kelly             | 3:48     |  |
| 6.  | «Baby, Baby, Baby, Baby, Baby...»                              | Kelly             | 4:19     |  |
| 7.  | «(You to Be) Be Happy (featuring The Notorious B.I.G.)»        | Kelly, C. Wallace | 4:36     |  |
| 8.  | «Down Low (Nobody Has to Know) (featuring The Isley Brothers)» | Kelly             | 4:48     |  |
| 9.  | «I Can't Sleep Baby (If I)»                                    | Kelly             | 5:31     |  |
| 10. | «Thank God It's Friday»                                        | Kelly             | 3:53     |  |
| 11. | «Love Is On the Way»                                           | Kelly             | 3:01     |  |
| 12. | «Heaven If You Hear Me»                                        | Kelly             | 0:58     |  |
| 13. | «Religious Love»                                               | Kelly             | 4:11     |  |
| 14. | «Tempo Slow»                                                   | Kelly             | 4:10     |  |
| 15. | «As I Look Into My Life»                                       | Kelly             | 1:30     |  |
| 16. | «Trade in My Life»                                             | Kelly             | 6:20     |  |